# Морозова Євдокія Семенівна
Євдокія Семенівна Морозова (? — ?) — українська радянська діячка, 1-й секретар Кам'янобрідського районного комітету КПУ міста Ворошиловграда (Луганська). Член ЦК КПУ у вересні 1952 — вересні 1961 р.

## Життєпис
Член ВКП(б) з 1928 року.
На 1948 рік — секретар виконавчого комітету Ворошиловградської міської ради депутатів трудящих Ворошиловградської області.
З 1950-х до середини 1960-х років — 1-й секретар Кам'янобрідського районного комітету КПУ міста Ворошиловграда (Луганська). До 1961 року обиралася головою ревізійної комісії Луганського обласного комітету КПУ.

## Нагороди
- орден Трудового Червоного Прапора (7.03.1960)
- орден «Знак Пошани» (23.01.1948)